# Tabiti Patera
La Tabiti Patera è una struttura geologica della superficie di Io.